# Церква Успіння Пресвятої Богородиці (Домаморич)
Церква Успіння Пресвятої Богородиці в Домаморичі — парафія і храм греко-католицької громади Великоглибочанського деканату Тернопільсько-Зборівської архієпархії Української греко-католицької церкви в селі Домаморич Тернопільського району Тернопільської области.
Оголошена пам'яткою архітектури місцевого значення.

## Історія церкви
У центрі села Домаморич стояла невелика дерев'яна церква Успіння Пресвятої Богородиці, збудована наприкінці XVIII століття. У 1908—1910 роках замість неї звели нову, муровану, яку освятили на празник Успіння Пресвятої Богородиці у 1910 році. Стару дерев'яну церкву розібрали і продали в село Йосипівка.
Під час Першої світової війни церква була сильно пошкоджена, і до 1924 року богослужіння проводилися у шкільному приміщенні. Після відбудови у 1944 році куполи храму знову постраждали від гарматних снарядів, але за допомогою односельців із США та Канади церкву вдалося відновити. У 1946 році парафія і храм перейшли до РПЦ.
У 1983 році церкву було зруйновано комсомольцями-активістами за наказом влади. Вони знищили іконостас, церковну атрибутику та інше майно. Храм знову відкрили у листопаді 1988 року у приналежності до РПЦ, а 24 липня 1991 року в Домаморичах було відновлено парафію УГКЦ.
Отець Володимир Хомкович намагався возз'єднати розколоту громаду села. Значних зусиль до реставрації церкви перед її столітнім ювілеєм у 2010 році доклав також отець Михайло Живчак. На святкування ювілею відбулася місія, яку провів о. Василь Іванів, а багатолюдну святкову архиєрейську Літургію відслужив владика Василій Семенюк.
При парафії діють такі спільноти: «Матері в молитві», Марійська дружина, Вівтарне братство, братство тверезості та братство «Почитання першої п'ятниці».

## Парохи
- о. Роман Чировський (1841—?),
- о. Лев Бачинський (до 1917),
- о. Володимир Гірка (до 1959),
- о. Володимир Письо (1992—1995),
- о. Володимир Хомкович (1995—2005),
- о. Михайло Живчак (з 28 липня 2005).